# كيث كوك
كيث كوك (بالإنجليزية: Keith Cooke)‏ مواليد 17 سبتمبر 1959 في سياتل، الولايات المتحدة، هو ممثل أمريكي بدأ مسيرته الفنية سنة 1990.

## الأعمال
- مورتال كومبات
- مورتال كومبات: إبادة
- منزل بيغ ماما

## روابط خارجية
- كيث كوك على موقع IMDb (الإنجليزية)
- كيث كوك على موقع ألو سيني (الفرنسية)
- كيث كوك على موقع أول موفي (الإنجليزية)
- كيث كوك على موقع قاعدة بيانات الأفلام السويدية (السويدية)
- كيث كوك على موقع قاعدة بيانات الأفلام السويدية (السويدية)
- كيث كوك على موقع قاعدة بيانات الفيلم (الإنجليزية)
- كيث كوك على موقع كينوبويسك (الروسية)